# Álvaro Pacheco
Álvaro Adriano Teixeira Pacheco, noto semplicemente come Álvaro Pacheco (Lixa, 25 giugno 1971), è un allenatore di calcio ed ex calciatore portoghese, di ruolo attaccante.
In un'intervista alla Gazzetta dello Sport, Álvaro Pacheco ha citato gli allenatori italiani Ancelotti e Gasperini come ispiratori e ha rivelato di apprezzare i loro stili di gioco.